# Ghassan Kanafani
Ghassan Kanafani (en arabe : غسان كنفاني), né le 9 avril 1936 à Acre en Palestine, et mort le 8 juillet 1972 à Beyrouth, au Liban, est un écrivain et homme politique palestinien.
Il est connu pour son œuvre abondante relative à la cause palestinienne dont la plus emblématique est Retour à Haïfa.
Sur le plan politique, il est connu pour être un membre important du Front populaire pour la libération de la Palestine (FPLP).
Le 8 juillet 1972, il a été assassiné avec sa nièce Lamis de 17 ans par le Mossad israélien.

## Biographie

### Enfance et jeunesse
Ghassan Fayiz Kanafani est né à Acre en 1936 dans une famille de confession musulmane (sunnite). Son père, qui était avocat, l'envoie dans une école de missionnaires. Il vécut à Jaffa jusqu'à la guerre israélo-arabe de 1948 qui conduisit à la « Nakba » (« la catastrophe »), lors de laquelle il dut partir avec ses parents en exil. Ils sont d'abord partis au Liban avant de rejoindre la Syrie où ils ont vécu en tant que réfugiés. Kanafani complète ses études secondaires en 1952.

### Engagement politique
La même année, il s'inscrit dans le département de littérature arabe à l'université de Damas, mais il se fait expulser en 1955 à cause de ses activités politiques au sein du Mouvement nationaliste arabe (MNA). C'est Georges Habache qui l'avait recruté lors de leur rencontre en 1953.
Après sa mésaventure, il s'installe au Koweït où il travaille en tant que professeur, et devient plus actif politiquement. Il édite al-Ra'i (L'Opinion), un journal dépendant du MNA fondé par Habache. Dans ce journal, il s'intéresse également au marxisme.
Il retourne à Beyrouth en 1960 où il édite le journal du MNA, al-Hurriya (La Liberté). Il rencontre en 1961 une activiste danoise pour le droit des enfants, Anni Høver, avec qui il a deux enfants.
En 1962 il travaille dans le journal nassériste, al-Muharrir (Le Libérateur). En 1967, il devient rédacteur d'un autre journal nassériste, al-Anwar (Les lumières).

### Dernières années
L'aile palestinienne du MNA devient en 1967 le Front populaire de libération de la Palestine (FPLP). Kanafani en est le porte-parole. Il rédige en 1969 le programme politique du FPLP, c'est par lui que le mouvement devient officiellement marxisme-léniniste. Dans le même temps il a fondé d'autres journaux comme Al-Hadaf (La Cible), écrit plusieurs essais et des articles politiques, culturels et historiques.
Il contribue aussi au journal du centre de recherches de la Palestine, Shu'un Filastiniyyah.
En juillet 1972, il est assassiné, lui et sa nièce Lamis, lors de l'explosion d'une bombe placée dans sa voiture. Les Palestiniens accusent les services secrets israéliens de la responsabilité de sa mort. Le journaliste de Haaretz Danny Rubinstein, dans un livre consacré à Ghassan Kanafani, écrit que celui-ci « n’avait pas de gardes du corps. Il ne changeait pas non plus de domicile. Il n’imaginait même pas qu’Israël pouvait le considérer comme un terroriste ».
En 2005, un ancien porte-parole du Premier ministre Yitzhak Rabin reconnaissait, dans un article publié par le quotidien Yediot Aharonot, la responsabilité de l'État israélien dans cette opération qui avait également entraîné la mort de la nièce de l'écrivain.

## Production littéraire
Il a écrit dix-huit livres et des centaines d’articles sur la culture, la politique et la lutte du peuple palestinien. Ghassan Kanafani a eu une influence importante dans la modernisation de la littérature arabe, et reste une figure majeure de la littérature palestinienne. Ses livres parlent essentiellement de la Palestine et de la lutte palestinienne, et il évoque souvent ses propres expériences en tant que réfugié.

### Nouvelles
Les nouvelles constituent la partie la plus connue de sa production écrite.

#### Thèmes
Les nouvelles de Kanafani prennent en majeure partie le cadre de la cause palestinienne. Toutefois elles traitent de thématiques transversales qui peuvent être comprises indépendamment de leurs contextes spécifiques.
Le thème du choix et de la responsabilité est un thème majeur qui traverse l'œuvre de Ghassan Kanafani. Dans cette œuvre, ses personnages ont évolué d'une posture d'impuissance dans les premières nouvelles vers celle d'acteurs responsables et engagés vers la fin,.
Kanafani a également su décrire l'importance du rôle de la femme dans les mouvements révolutionnaires,,, notamment dans sa nouvelle Umm Saad.

#### Forme
Kanafani a beaucoup innové dans ses nouvelles dans la forme.
L'utilisation des flashback est une technique récurrente dans son œuvre. On la retrouve en particulier dans ses deux nouvelles majeures, Retour à Haïfaet Des hommes dans le soleil.
Dans la nouvelle Ce qui vous reste, il croise le regard de plusieurs personnages ainsi que ceux de plusieurs objets et lieux personnifiés.
La structure de Umm Saad est également innovante. La nouvelle est constituée de neuf tableaux présentant les mêmes personnages à des périodes différentes. Ces neuf tableaux sont autonomes, mais construisent également une unité globale.

### Critique littéraire
Selon Mahmoud Darwich, Kanafani considère l'expression culturelle comme intimement liée au projet politique correspondant. Son œuvre critique correspond donc à la littérature de la résistance palestinienne qu'il représente, et celle du projet sioniste qu'il combat.

### Études politiques
Une édition posthume des écrits politiques de Ghassan Kanafani est réalisée en 2015. Ces écrits sont répartis sur trois grandes thématiques :
- Réflexions sur le marxisme tant sur le plan théorique que pratique.
- Panarabisme.
- Étude des mouvements de libération qui a notamment inclus une analyse de la révolution 1936-1939 en Palestine ainsi qu'une couverture de sa visite en Chine au milieu des années 1960.

### Œuvre épistolaire
Ghada al-Semman édite en 2005 un recueil de lettres qu'elle attribue à Kanafani.

## Principales œuvres
Les romans de Ghassan Kanafani traduisent une progression tant dans le contexte vécu par les Palestiniens que dans leur capacité à y répondre.

### Livres de l'auteur traduits en français
- Des hommes dans le soleil, 1963[12].
- Retour à Haïfa et autres nouvelles, 1970 pour la nouvelle principale[11].

### Livres de l'auteur en arabe
- Mort du lit numéro 12, 1961[19].
- Des hommes dans le soleil, 1963[20]
- La Terre des oranges tristes, 1963[21].
- Un monde qui n'est pas à nous, 1965[22].
- Sur la littérature sioniste, 1967[16].
- Des hommes et des fusils, 1968[23].
- La Littérature palestinienne sous l'occupation, 1968[15].
- Umm Saad, 1969[10].
- Retour à Haïfa, 1970 [24].
- Ce qui vous reste[13].
- Le Chapeau et le prophète, 1973[25].

## Adaptations
- Des hommes dans le soleil[12],[20] a été adaptée au cinéma dans le film Les Dupes de Tawfiq Saleh[26].
- Retour à Haïfa[11],[24] a été adaptée deux fois :
  - en 1978 par l’Irakien Kacem Hawel, financé par le Front démocratique de libération de la Palestine, avec une bande originale composée par Ziad Rahbani[27] ;
  - dans le film Le Restant par Jamal Souleiman[28].
- Lien d'un article qui a détaillé d'autres adaptations moins connues[29].
- Retour à Haïfa a été adaptée dans le film Le survivant (film, 1996) par Saifullah Dad, un réalisateur iranien[30].